# Tipula curinao
Tipula curinao är en tvåvingeart som beskrevs av Alexander 1914. Tipula curinao ingår i släktet Tipula och familjen storharkrankar.
Artens utbredningsområde är Peru. Inga underarter finns listade i Catalogue of Life.